# Sussex Archaeological Society
Sussex Archaeological Society, grundat 1846, är det största arkeologiska sällskapet i Storbritannien. Organisationen övervakar utgrävningar i Sussex. De publicerar Sussex Archaeological Collections liksom en årlig rapport och ansvarar för Long Man of Wilmington liksom sex fastigheter med kulturhistoriskt värde.

## Utgrävningar
I april 2006 påbörjade organisationen en utgrävning i Tide Mills.

## Fastigheter som organisationen ansvarar för

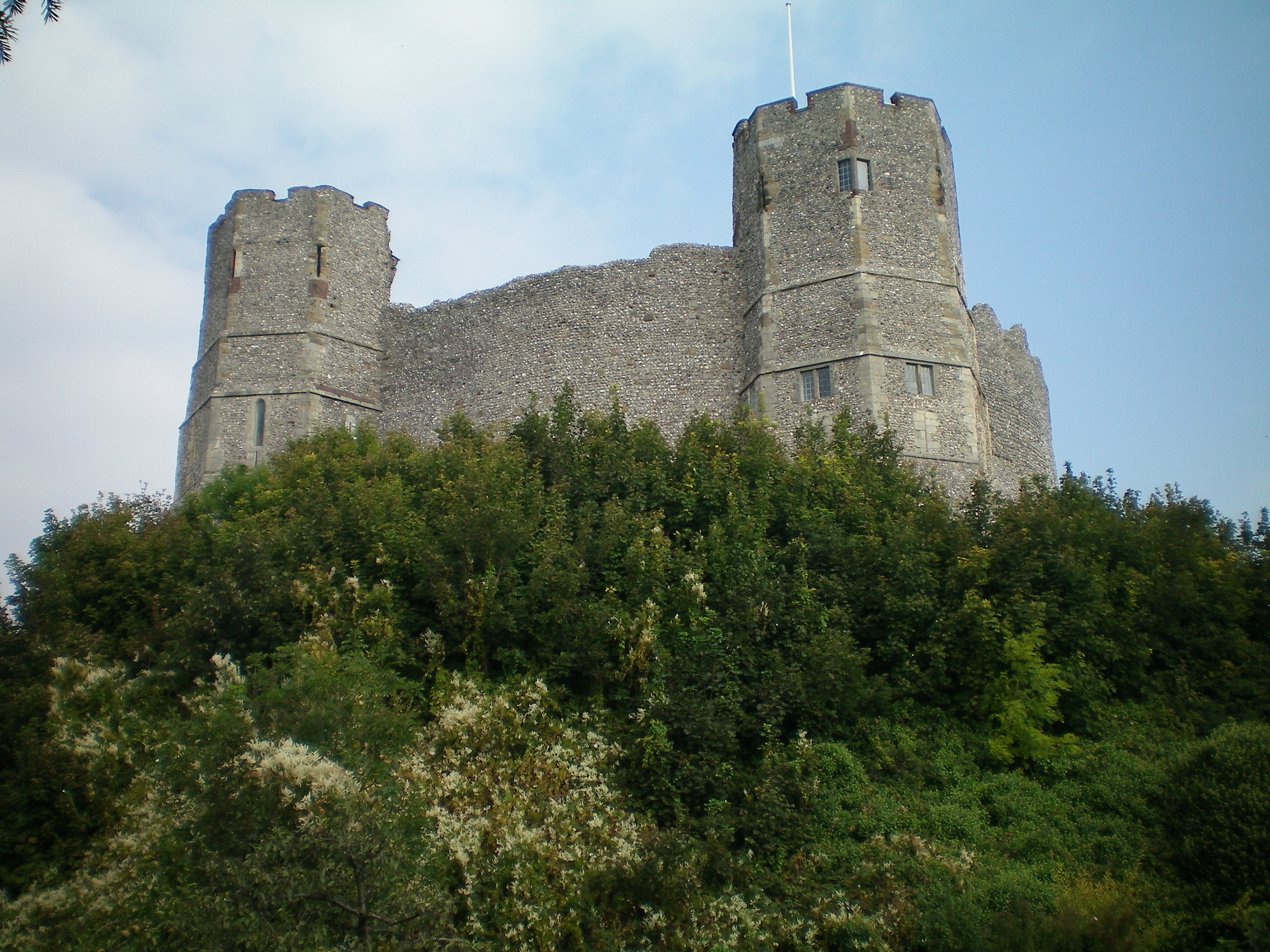
Lewes Castle

- Fishbourne Roman Palace
- Lewes Castle
- Anne of Cleves House, Lewes
- Michelham Priory
- Marlipins Museum, Shoreham-By-Sea
- The Priest House, West Hoathly

## Kända medlemmar
- George Slade Butler
- Garth Christian[2]
- Peter Drewett
- Walter Godfrey
- James Henry Hurdis
- Mark Antony Lower
- Mark Aloysius Tierney
- John George Dodson